# فرودگاه مور-مورل
فرودگاه مور-مورل (به انگلیسی: Moore-Murrell Airport) یک فرودگاه همگانی بهره‌برداری هوایی با کد یاتا MOR است که یک باند فرود آسفالت دارد و طول باند آن ۱۷۴۳ متر است. این فرودگاه در کشور ایالات متحده آمریکا قرار دارد و در ارتفاع ۴۰۰ متری از سطح دریا واقع شده‌است.